# Vetenskapsåret 2001

## Händelser

### Arkeologi
- Februari - Amerikanska forskare har videofilmat vad marinbiologer misstänkt i 20 år, nämligen att delfinerna bedövar sitt byte med en snärtig ljudstråle.[1]
- Mars - I Veddige, Sverige har arkeologerna hittat gamla pilspetsar och andra flintredskap som tyder på att människor bodde där 13 000 år tidigare, och därmed blir detta det äldsta spåret av mänskligt liv i det som 2001 är Sverige.[1]
- April - En liten dinosauriefossil med fullt bevarad fjäderdräkt har hittats i nordöstra Kina, vilket stärker teorin att nutidens fåglar är den enda överlevande släktingen till dinosaurier, även om det man hittat är en dromaeosaurie utan vingar eller flytförmåga. Upptäckten publiceras i Nature.[1]
- Juni - Ett amerikanskt-egyptiskt forskarlag hittar en fossil efter världens näst största dinosaurier i norra Egypten, vilken 94 miljarder år tidigare traskade runt i det mangroveträsk som då täckte norra Egypten.[1]
- Juli - Unge doktorand Yohannes Haile-Selassie har i Etiopien hittat "Ardipithecus ramidus kadabba", världens äldsta människa, som är 5,5 miljoner år, 2,5 miljoner år äldre än Lucy. Upptäckten publiceras i Nature och kullkastar teorin om att människan uppstod ute på savannen och i stället först vandrade runt i fuktig skog.[1]
- September - Norska och ryska arkeologer har hittat spår av 39 000 år gamla mänskliga bosättningar i norra Ryssland samt stenredskap, vilket visar att även under istiden levde människor så långt norr ut. Då benlämningar saknas vet man dock inte om det var Neandertalmänniska eller Homo sapiens.[1]
- November
  - I Niger har den amerikanske paleontologen Paul Serano funnit en nästan komplett fossil av Sarcosuchus imperator, även känd som "superkrokodilen" som upptäcktes 1964, levde för 110 miljoner år sedan och var stor som en buss, det vill säga 11-12 meter lång och 8 ton tung.[2]
  - I Sakkara utanför Kairo, Egypten har egyptiska arkeologer hittat en fyratusenårig läkargrav. Läkaren hette Skar.[2]
  - I Sverige börjar, inför bygget av Postens nya huvudkontor i Solna kommun, arkeologerna i början av månaden gräva ut Bolstomta gravfält.[2]
- December - Unika rester av en gammal by vid Pompeji utanför Neapel i södra Italien hittas. Precis som Pompeji begravdes byn i aska från vulkanen Vesuvius omkring år 1800 f.Kr..[2]

### Astronomiochrymdfart
- Februari - Vid en gammal militärbas i Sibirien, Ryssland skjuter Sverige ut radioteleskopet Odin i omloppsbana runt Jorden för att studera stjärnbildningsområden i universum samt bevaka Jordens ozonlager.[1]
- 12 februari - NASA:s obemannade rymdsond "Near Shoemaker" landar på Eros, 326 kilometer bort från Jorden, efter fyra års färd och ett års omloppsbana runt den 1,5 miljarder år gamla asteroiden. Asteroidlandningen är den första i sitt slag.[1]
- 23 mars - Ryska rymdstationen Mir störtas i Stilla havet efter 15 års tjänst.[1]
- 7 april - USA:s rymdfartsmyndighet NASA skjuter ut Mars Odyssey i syfte att leta efter vatten och vulkanisk aktivitet på Mars.[1]
- 26 april - Amerikanske mångmiljonäten Dennis Tito blir förste rymdturisten, sedan han betalat motsvarande 200 miljoner SEK till det ryska rymdcentret för att få tillbringa en vecka på ISS.[1]
- Maj
  - Nya analyser av kosmisk bakgrundsstrålning får stående ovationer vid Amerikanska fysiksällskapets möte i Washington, USA då tre oberoende forskarlag presenterar uppgifter om att universum består av 5 % vanlig materia, 30 % mörk materia och 65 % okänd energi som blåser upp universum i accelererande fart.[1]
  - Nature presenterar en studi om att Pluto omges av en syskonskara med hundratals småplaneter i Solsystemets utkanter.[1]
- Augusti - Ljusföroreningar över Europa gör att 99 % av européerna inte längre kan se en riktig stjärnhimmel, och en amerikansk-italiensk publicerar en samlad världsatlas över ljusföroreningarna, baserad på amerikanska satellitbilder.[1]
- 16 augusti
  - Amerikanska vetenskapsakademien meddelar att stjärnan 47 Urase Majoris i Stora björnen, 50 ljusår från jorden, kan ha ett planetsystem liknande Solsystemet. Stjärnan påminner om Solen, och flera år tidigare hittade man en planet runt den, 2001 har man funnit ännu en planet runt den, med en massa nästan två gånger så stor som Jupiter.[1]
  - Nature publicerar i veckans artikel en teori om att Månen bildats 4,5 miljoner år bakåt i tiden vid en krock mellan Jorden och en himlakropp lika stor som Mars.[1]
- December - Fyra klustersatelliter hjälper svenska forskare att kartlägga svart norrsken, vilket bevisar KTH-plasmafysikern Göran Marklunds teori att svart norrsken är en spegeleffekt av vanligt norrsken.[2]
- [Okänt datum - Richard Ellis, Michael R Santos, Jean-Paul Kneib och Konrad Kuijken upptäcker ett stjärnkluster på ett avstånd av 13,4 miljarder ljusår från jorden.
- Okänt datum - NEAR Shoemaker blir den första rymdfarkosten som landar på en asteroid, 433 Eros.
- Okänt datum - Rymdfarkosten Genesis skjuts upp, den har till syfte att samla stoft från solvinden.
- Okänt datum - Astronomen Andrei Linde föreläser vid Stockholms universitet och visar en datorsimulering på världen utifrån hans perspektiv. Det är inte Jorden, Vintergatan eller ens hela Universum, utan Universum inklämt bland flera universa, där helt olika naturlagar råder, och den som av misstag skulle gå över gränsen skulle omedelbart förintas.[1]

### Biologi
- 10 augusti  - USA:s president George W. Bush presenterar i ett TV-tal de riktlinjer som skall gälla för den amerikanska forskningen på embryonala stamceller.[1]
- September - Forskare lyckas för första gången omvandla embryonala stamcellerer eller blodceller.[1]
- November
  - Forskare vid Memorial Sloan-Kettering Cancer Center i New York, USA har konstruerat molekylstora målsökande robotar som tar sig fram till cancerceller och strålar ihjäl dem inifrån. Man har redan testat på möss, och hoppas kunna testa på människor kommande år.[2]
  - Forskare vid Karolinska institutet i Huddinge kommun, Sverige har framgångsrikt botat hjärtinfarkter hos möss, vilket visar att stamceller stärker hjärtat.[2]
- December - Amerikanska forskare lyckas för första gången odla fram enkla hjärnceller ur mänskliga embryonala stamceller. Man hoppas kunna ersätta skadade hjärnceller med nya vid sjukdomar som Parkinson.[2]
- Okänt datum - Företaget Celera och Human Genome Project som kartlagt den mänskliga arvsmassan publicerar sina resultat samtidigt (i Science och Nature, respektive).

### Biofysik
- 3 december - I Sverige godkänner Vetenskapsrådet användandet av överblivna embryon vid provrörsbefruktningar för att utveckla stamceller. Dörren ställs på glänt för terapeutisk kloning.[2]

### Fysik
- Januari - Partikelfysiker vid Brookhaven National Laboratatory i New York, USA meddelar under en stor fysikerkonferens att man genom att knocka guldkärnor med varandra lyckats skapa det tätaste tillstånd av materia som någonsin funnits på Jorden.[1]

### Medicin
- 11 februari - Tidigare konkurrenterna HUGO och Celera publicerar kartläggningen av mänskliga genomet på Internet. Mest överraskande är att antalet gener antas vara färre än man tidigare trott.[1]
- 6 mars - I Pretoria inleds rättegången där Sydafrikas regering står mot 40 internationella läkemedelsbolag om huruvida Sydafrika har rätt att importera AIDS-medicin, billigare men plagierade, från Brasilien och Indien.[1]
- 2 juli - Världens första underhållsfria artificiella hjärta implanteras.
- Augusti - En finländsk studie visar att den som ofta försöker sluta röka men inte lyckas har chans till längre och friskare liv, då många mer eller mindre långa uppehåll inverkar positivt på organismen.[1]

## Pristagare
- Bigsbymedaljen: Nicholas Jeremiah White [3]
- Copleymedaljen: Jacques Miller
- Davymedaljen: Ian Scott
- De Morgan-medaljen: James Alexander Green
- Göran Gustafssonpriset:
  - Molekylär biologi: Helena Edlund
  - Kemi: Pär Nordlundh
  - Matematik: Mikael Passare
  - Medicin: Reinhard Fässler
- Ingenjörsvetenskapsakademien utdelar Stora guldmedaljen till Assar Lindbeck
- Nobelpriset: [4]
  - Fysik: Eric Cornell, Wolfgang Ketterle och Carl Wieman
  - Kemi: William S. Knowles, Ryoji Noyori, K. Barry Sharpless
  - Fysiologi/Medicin: Leland H. Hartwell, Tim Hunt, Paul Nurse
- Polhemspriset: Mats Leijon
- Steelepriset: Leslie Greengard, Vladimir Rokhlin, Richard Stanley och Harry Kesten
- Turingpriset: Ole-Johan Dahl och Kristen Nygaard
- Wollastonmedaljen: Harry Blackmore Whittington [5]

## Avlidna
- 22 februari - Claude E Shannon, matematiker.
- 28 maj - Francisco Varela, biolog och filosof.
- 20 augusti - Fred Hoyle, 86, astronom.
- 2 september - Christiaan Barnard, 78, läkare
- 5 december - Franco Rasetti, fysiker

### Fotnoter
1. 1 2 3 4 5 6 7 8 9 10 11 12 13 14 15 16 17 18 19 20 21 22 23   När Var Hur 2002. DN
2. 1 2 3 4 5 6 7 8 9   När Var Hur 2003. DN
3. ↑  ”Geological Society”. Arkiverad från originalet den 5 juni 2011. https://web.archive.org/web/20110605101836/http://www.geolsoc.org.uk/gsl/society/history/page753.html. Läst 13 april 2011.
4. ↑  ”Nobelpriset”. http://nobelprize.org/nobel_prizes/lists/all/index.html. Läst 10 april 2011.
5. ↑  ”Geological Society”. Arkiverad från originalet den 5 juni 2011. https://web.archive.org/web/20110605102217/http://www.geolsoc.org.uk/gsl/society/history/page750.html. Läst 14 april 2011.